# Simon Farnaby
Simon Farnaby (nacido el 2 de abril de 1973) es un actor, comediante y escritor inglés. Es miembro de la compañía británica Horrible Stories , en la que protagonizó la serie de televisión del homónimo. También ha participado en las series Yonderland y Ghosts . Ha escrito y participado en películas como Mindhorn y Paddington 2, en la comedia de situación Detectorists de la BBC.

## Carrera
Farnaby es conocido por sus personajes poco convencionales en la serie de CBBC Horrible Histories, como Calígula y Grim Reaper. Otro trabajo televisivo notable incluye un papel recurrente en la comedia de situación <i id="mwLQ">Jam &amp; Jerusalem</i> y su coprotagónico como el excéntrico vecino Sloman en la serie de televisión The Midnight Beast . Anteriormente tuvo un papel muy breve en Coronation Street en la década de 1990.
Farnaby coescribió el libro The Phantom of the Open (El Gran Maurice en español), publicado en 2010, que retrata la biografía de Maurice Flitcroft, un aspirante a golfista profesional durante el Open Championship de 1976, cuyos intentos fallidos lo llevaron a ser descrito como "el peor golfista del mundo". El libro fue publicado en 2010.
En 2013, Farnaby presentó un documental titulado Richard III: The King in the Car Park, que rastrea el descubrimiento e identificación de los restos del último rey Plantagenet, Un año más tarde, presentó otra serie documental titulada Man Vs Weird, en la que viajó por el mundo investigando personas que afirman tener habilidades sobrenaturales. 

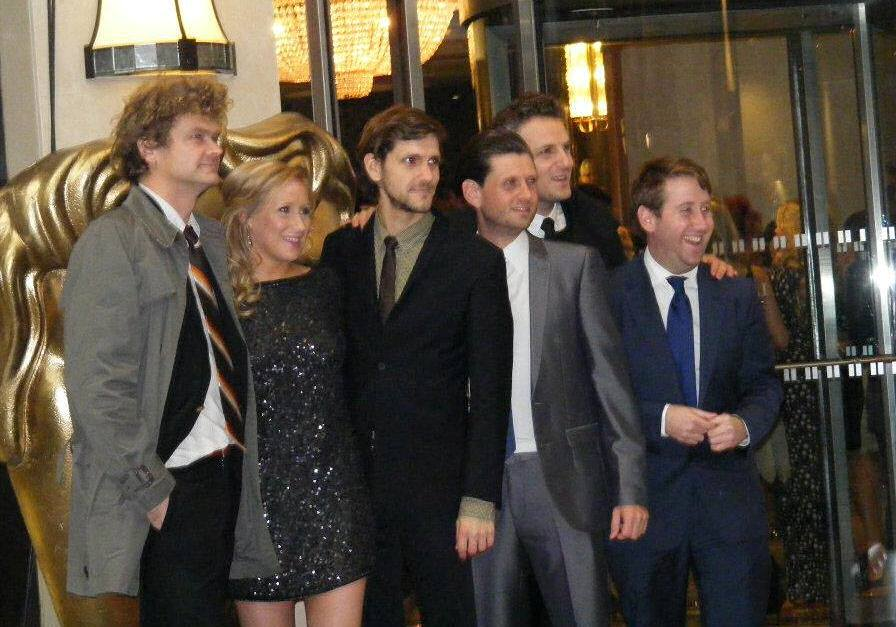
De izquierda a derecha: Simon Farnaby, Martha Howe-Douglas, Mathew Baynton, Laurence Rickard, Ben Willbond y Jim Howick en los BAFTA infantiles de 2011.

En 2016, Farnaby coescribió Mindhorn con Julian Barratt, una comedia sobre Richard Thorncroft (Barratt), que relata a un actor de televisión ya olvidado que se ve envuelto con un criminal, que cree que su personaje, el detective Mindhorn, es real. Farnaby también aparece como Clive Parnevik en este proyecto. Ese mismo año, Farnaby tuvo un pequeño papel en las nueva saga de Star Wars Rogue One, como piloto de X-Wing.
En 2017, Farnaby anunció que estaba trabajando en un guion cinematográfico basado en su previa biografía sobre Maurice Flitcroft. La película El Gran Maurice se estrenó en 2021. Además, coescribió Paddington 2 con Paul King. Farnaby tuvo un pequeño papel tanto en la primera película como en su secuela, posterormente apareciendo junto al Oso Paddington y la reina Isabel II en un cortometraje transmitido como parte de las celebraciones de la reina en junio de 2022.
En 2020, Farnaby escribió El mago en mi cobertizo.Un año después, se anunció que Farnaby y Paul King se unieron para escribir y dirigir la película Wonka, una precuela basada en la novela Charlie y La Fábrica de Chocolate de Roald Dahl. Se estrenará el 15 de diciembre de 2023.

## Vida personal
Farnaby está casado con la actriz Claire Keelan, con quien tiene una hija llamada Eve, nacida en 2014.

## Filmografía

### Cine (actor)
| Año  | Título              | Role                          | Notas        |
| ---- | ------------------- | ----------------------------- | ------------ |
| 2004 | Escorias grasas     | Ventrílocuo                   |              |
| 2004 | Cruce de Blake 7    | Terry                         | Cortometraje |
| 2009 | Conejito y el toro  | Conejito                      |              |
| 2010 | Burke and Hare      | Guillermo Wordsworth          |              |
| 2011 | Su Alteza           | Manious el Audaz              |              |
| 2013 | Todas las estrellas | Capataz                       |              |
| 2014 | Paddington          | Barry                         |              |
| 2015 | Factura             | Varios                        |              |
| 2016 | Mindhorn            | Clive Parnevik                |              |
| 2016 | Rogue One           | Piloto de ala-X Farns Monsbee |              |
| 2017 | Paddington 2        | Barry                         |              |
| 2018 | Christopher Robin   | Conductor de taxi             |              |
| 2023 | Wonka               | Basil                         |              |

### Cine (guionista)
| Año  | Título          | Notas |
| ---- | --------------- | ----- |
| 2016 | Mindhorn        |       |
| 2017 | Paddington 2    |       |
| 2021 | El gran Maurice |       |
| 2023 | Wonka           |       |

### Televisión
| Year         | Title                                 | Role                    | Notes                                  |
| ------------ | ------------------------------------- | ----------------------- | -------------------------------------- |
| 1994         | The House of Windsor                  | Sean Sutcliffe          | 1 episode                              |
| 1996         | Coronation Street                     | Greg Bamfield           | 1 episode                              |
| 2004–2007    | The Mighty Boosh                      | Various characters      | 3 episodes                             |
| 2005         | The Lenny Henry Show                  | Twyford                 | 1 episode                              |
| 2005         | Spoons                                | Various Characters      | 6 episodes                             |
| 2006         | Blunder                               | Various Characters      | 6 episodes                             |
| 2006–2009    | Jam &amp; Jerusalem                   | Samuel "Spike" Pike     | 12 episodes                            |
| 2007         | Comedy Cuts                           | Werewolf                | 1 episode                              |
| 2007         | The Yellow House                      | Henri                   | TV movie                               |
| 2007         | Strutter                              | Various                 | 2 episodes                             |
| 2008         | M.I. High                             | James Blond             | 1 episode                              |
| 2008         | The Golf War                          | Stuart Ogilvy           | Failed pilot                           |
| 2008         | Angelo's                              | Kris                    | 6 episodes                             |
| 2008         | LifeSpam: My Child is French          | Various                 | Failed pilot                           |
| 2009–2013    | Horrible Histories                    | Various characters      | 65 episodes                            |
| 2010         | The Persuasionists                    | Keaton                  | 6 episodes                             |
| 2010         | Comedy Lab                            | Old Man                 | 1 episode                              |
| 2011         | Dick and Dom's Funny Business         | Various characters      | 1 episode                              |
| 2011         | Horrible Histories' Big Prom Party    | Various characters      | One-off special                        |
| 2012         | Dave Shakespeare                      | Dave Shakespeare        | Failed pilot                           |
| 2012–present | The Midnight Beast                    | Sloman                  | 10 episodes                            |
| 2013         | Utopia                                | Marcus                  | 1 episode                              |
| 2013         | Not Going Out                         | Scott                   | 1 episode                              |
| 2013         | Richard III: The King in the Car Park | Presentador             | Documental                             |
| 2013         | Richard III: The Unseen Story         | Narrador                | Documental                             |
| 2013–2016    | Yonderland                            | Varios personajes       | 25 episodes                            |
| 2013         | Crackanory                            | Robert Pickle           | 1 episode                              |
| 2014         | Man Vs Weird                          | Él mismo                | 3 episodes                             |
| 2014         | On the Yorkshire Buses                | Narrador                | 8 episodes                             |
| 2014         | Noel Fielding's Luxury Comedy         | George Orwell           | 1 episode                              |
| 2014–2015    | Detectorists                          | Art                     | 7 episodes                             |
| 2015         | House of Fools                        | Inspector de salubridad | 1 episode                              |
| 2015         | Horrible Histories                    | Varios personajes       | 12 episodes                            |
| 2015         | Top Coppers                           | Dr Schäfer              | 2 episodes                             |
| 2017         | Quacks                                | Dr Flowers              | 1 episode                              |
| 2019–present | This Time with Alan Partridge         | Sam Chatwin             | 3 episodes                             |
| 2019–present | Ghosts                                | Julian Fawcett MP       | Also co-creator                        |
| 2021–present | BritboxAnuncio                        | Narrador                | 2 anuncios                             |
| 2022         | Platinum Party at the Palace          | Footman                 | Oso Paddingtonsketch. También escritor |
| 2022         | TescoAnuncio navideño                 | Narrator                | 1 anuncio                              |